# Louis Paul Boon
Louis Paul Boon (Aalst, 15 marzo 1912 – Erembodegem, 10 marzo 1979) è stato uno scrittore belga di origine fiamminga.

## Biografia
Alla nascita il suo nome è Lodewijk Paul Aalbrecht Boon. Nato da una famiglia con difficoltà economiche, lasciò la scuola all'età di 16 anni per aiutare il padre, cercò di continuare gli studi la sera e nel fine settimana ma presto dovette abbandonare l'idea per mancanza di fondi.
Si tratta di uno scrittore e giornalista fiammingo che viene considerato come uno dei più talentuosi del XX secolo per quanto riguarda la lingua olandese.

## Opere
- Il sobborgo cresce (1942)
- Via della piccola cappella (1953),
- Estate a TerMuren (1956),
- Sogno di un giorno d'estate (1973),
- La rivolta dei pezzenti (1979).